# Корицяни
Корицяни (пол. Koryciany) — село в Польщі, у гміні Папротня Седлецького повіту Мазовецького воєводства.
Населення — 101 особа (2011).
У 1975-1998 роках село належало до Седлецького воєводства.

## Демографія
Демографічна структура станом на 31 березня 2011 року:
|          | Загалом | Допрацездатний вік | Працездатний вік | Постпрацездатний вік |
| -------- | ------- | ------------------ | ---------------- | -------------------- |
| Чоловіки | 57      | 13                 | 36               | 8                    |
| Жінки    | 44      | 11                 | 23               | 10                   |
| Разом    | 101     | 24                 | 59               | 18                   |